# 동반자 (1984년 영화)
"동반자"는 1984년에 개봉한 대한민국의 영화이다.

## 캐스팅
- 정윤희
- 이덕화
- 홍성민
- 김길호
- 한국남
- 남성국
- 이예성
- 임해림
- 김인문 (특별출연)